# Matthias Auckenthaler
Matthias Auckenthaler (* 27. Januar 1906 in Mutters; † 21. Juni 1936 in Leutasch) war ein österreichischer Alpinist. Er trug wesentlich zur Weiterentwicklung des Klettersports in Tirol bei.

## Leben
Auckenthaler, von Beruf Kaminkehrer, beschränkte seine Touren (vor allem aus finanziellen Gründen) fast ausschließlich auf die Berge seiner näheren Heimat, besonders das  Karwendel, das Wettersteingebirge, den Wilden Kaiser und die Dolomiten. Er erschloss ca. 20 neue Routen, von denen viele bis heute als Klassiker gelten: 1930 gelang ihm die Erstbegehung der Lafatscher-Nordostverschneidung. Die Nordwand der Lalidererspitze, die er 1932 erstbeging, gilt als eine der großen Felswände der Ostalpen. Auch die Direkte Nordwand der Furchetta wurde von ihm erschlossen. Weiterhin konnte er einige spektakuläre Enchaînements (Aneinanderreihungen mehrerer Kletterrouten), Free-Solo-Begehungen und Barfußklettereien vorweisen.
1936 starb Matthias Auckenthaler nach einem schweren Sturz in der Südwand der Schüsselkarspitze.